# Talegalla fuscirostris
O peru-do-mato-de-bico-preto (Talegalla fuscirostris) é uma ave da família Megapodiidae encontrada na ilha de Nova Guiné (Indonésia e Papua-Nova Guiné), ocorrendo na parte sul da ilha da Baía Etna a leste até a área de Port Moresby; ocorrendo também nas ilhas Aru. Seu habitat são florestas úmidas tropicais e subtropicais de planícies.

## Subespécies e distribuição
- Talegalla fuscirostris aruensis (Roselaar, 1994) − ilhas Aru
- Talegalla fuscirostris fuscirostris small>(Salvadori, 1877) − sudeste de Nova Guiné
- Talegalla fuscirostris meyeri (Roselaar, 1994) − ?
- Talegalla fuscirostris occidentis (CMN White, 1938) − sudoeste de Nova Guiné